# マリア・ヘンリエッタ・フォン・エスターライヒ
マリア・ヘンリエッタ・カロリーネ・ガブリエーレ・フォン・エスターライヒ（Maria Henrietta Caroline Gabriele Erzherzogin von Österreich, 1883年1月10日 - 1956年9月2日）は、オーストリア皇帝家の分家テシェン公爵家の公女で、ホーエンローエ＝シリングスフュルスト侯子ゴットフリートの妻。

## 生涯
テシェン公爵家の当主フリードリヒ大公とその妻でクロイ公爵家の公女であるイザベラの間の第3子、三女として生まれた。1908年6月3日にバーデン・バイ・ウィーンにおいて、オーストリア宮内大臣を務めたホーエンローエ＝シリングスフュルスト侯コンスタンティンの息子で、外交官であったゴットフリートと結婚した。
夫妻の間にはエリーザベト（1909年 - 1987年）、ナターリエ（1911年 - 1989年）、フリードリヒ（1913年 - 1945年）と、1男2女の3人の子女が生まれた。一人息子のフリードリヒは第二次世界大戦直後の1945年12月、カフカース地方の捕虜収容所で獄死している。